# Horațiu Moldovan
Horațiu Moldovan (Cluj-Napoca, 20 de enero de 1998) es un futbolista rumano que juega en la demarcación de portero para el Real Oviedo de la Primera División de España.

## Selección nacional
Hizo su debut con la selección de fútbol de Rumania el 17 de noviembre de 2022 en un encuentro amistoso contra Eslovenia que finalizó con un resultado de 1-2 a favor del combinado esloveno tras el gol de Denis Drăguș para Rumania, y de Benjamin Šeško y Andraž Šporar para el combinado esloveno.

### Participaciones en Eurocopas
| Copa          | Sede     | Resultado        | Partidos | Goles |
| ------------- | -------- | ---------------- | -------- | ----- |
| Eurocopa 2024 | Alemania | Octavos de final | 0        | 0     |

## Clubes
| Club                            | País    | Año       | Partidos | Goles |
| ------------------------------- | ------- | --------- | -------- | ----- |
| CFR Cluj                        | Rumania | 2017      | 0        | 0     |
| FC Hermannstadt (cedido)        | Rumania | 2017-2018 | 5        | 0     |
| ACS Viitorul Târgu Jiu (cedido) | Rumania | 2018      | 6        | 0     |
| FC Ripensia Timișoara           | Rumania | 2019      | 15       | 0     |
| Sepsi OSK Sfântu Gheorghe       | Rumania | 2019      | 0        | 0     |
| FC Ripensia Timișoara           | Rumania | 2020      | 3        | 0     |
| FC UTA Arad                     | Rumania | 2020      | 4        | 0     |
| Rapid de Bucarest               | Rumania | 2021-2024 | 113      | 0     |
| Atlético de Madrid              | España  | 2024      | 0        | 0     |
| U. S. Sassuolo Calcio (cedido)  | Italia  | 2024-2025 | 27       | 0     |
| Real Oviedo (cedido)            | España  | 2025-     |          |       |

## Palmarés

### Campeonatos nacionales
| Título  | Club                  | País   | Año     |
| ------- | --------------------- | ------ | ------- |
| Serie B | U. S. Sassuolo Calcio | Italia | 2024-25 |